# ريتا آن هيغينز
ريتا آن هيغينز (بالإنجليزية: Rita Ann Higgins)‏ هي كاتِبة وشاعرة أيرلندية، ولدت في 1955.

## وصلات خارجية
- ريتا آن هيغينز على موقع ديسكوغز (الإنجليزية)